# ジョゼフ・カラーツ
ジョゼフ・カラーツ（Joseph Callaerts 1838年8月22日 - 1901年3月3日）は、ベルギーのオルガニスト、カリヨン奏者、作曲家、教育者。

## 生涯
カラーツはアントウェルペンに生まれた。彼はほぼ一生をこの町で過ごすことになる。彼は幼少期より音楽の勉強を開始し、市内の聖母大聖堂の聖歌隊に参加していた。少年期にはブリュッセル王立音楽院でジャック＝ニコラ・レメンスにオルガンを師事し、1856年には音楽院においてオルガンの1等賞を獲得した。
1850年の初頭より、カラーツはアントウェルペンのイェズス会大学のオルガニストを務めるようになった。彼は1855年に聖母大聖堂のオルガニストに就任し、1863年からはアントウェルペン市のカリヨン奏者も担った。1867年以降はアントウェルペン王立音楽院においてオルガンと和声学の講義を受け持った。音楽院は1898年にフレミッシュ王立音楽院へと改称している。また、彼はいくつかのオルガン設置に際し、専門家としての助言を与えた。
カラーツの楽曲にはオペラ『Le Retour imprévu』、1曲の交響曲、1曲のピアノ協奏曲、1曲のオルガン協奏曲、ヴァイオリンと管弦楽のための演奏会用楽曲、ピアノ三重奏曲などの室内楽曲、歌曲、その他多数のオルガンやピアノのための独奏曲がある。

## 主要作品

### 舞台作品
- オペラ『Le Retour imprévu』 （アントウェルペン 1889年）

### 管弦楽曲
- オルガンと管弦楽のための演奏会用大幻想曲 Op.4
- 交響詩『Le Retour d'ULysse』
- 4楽章の交響曲 （1879年）
- ピアノ協奏曲

### 声楽曲
- 2人のテノールと2人のバスのための『Lentevreugd』
- 4声とオルガンのためのミサ曲 Op.4
- ソプラノ、アルト、バスとオルガンのためのミサ曲 Op.24
- 独唱、合唱、ピアノと管弦楽のためのカンタータ『Te Temps des Etudes』

### 室内楽曲
- ピアノ三重奏曲 イ短調 Op.15 （1882年）
- チェロまたはヴァイオリンとピアノのためのアンダンテ・ソステヌート Op.16

### ピアノ曲
- ピアノソナタ Op.3
- 即興曲 Op.6
- カプリース Op.8
- 幻想舟歌 Fantaisie-Barcarolle Op.11
- バラードのエア Air de Ballade Op.15
- Roosje uit de dalen
- ピアノ4手のための交響曲

### オルガン曲
- 15の即興曲 Op.1
- 演奏会用大幻想曲 Op.5
- 4巻ずつの2集からなる24のオルガン曲
  - 第1巻: Pastorale, Méditation, Marche Solennelle Op.20
  - 第2巻: Adoration, Canzone, Sortie Solennelle Op.21
  - 第3巻: Prière, Petite Fantaisie, Marche Nuptiale Op.22
  - 第4巻: Cantilène, Communion, Toccata et Final Op.23
  - 第5巻: Mélodie, Invocation, Marche de Fête Op.28
  - 第6巻: Toccata, Offertoire et Duo, Marche Funèbre Op.29
  - 第7巻: Prière (No. 2), Allegro Giocoso, Marche Triomphale Op.30
  - 第8巻: Elégie, Bénediction Nuptiale, Scherzo Op.31
- Adoration
- 即興曲 変ロ短調 （1898年）
- Invocation
- Prayer No. 1 et No. 2
- Solennelle marche
- Tantum ergo
- 2つのソナタ （1908年出版、遺作）
  - 第1番 ハ短調
  - 第2番 イ長調